# スペシャルナンバー
『スペシャルナンバー』は、Sound Scheduleの7作目のシングル。2004年6月9日にDANGUY RECORDSより発売された。

## 概要
前作『さらばピニャコラーダ』から約11か月ぶりのマキシシングル。
初回限定版のみCD EXTRA仕様で、2003年11月23日になんばHatchで行われたライブ「Live Tour『456』～シェイキャバディ～」の一部の映像が収録される。

## ミュージック・ビデオ
スペシャルナンバー
監督：ミヨカワナオコ
東京都・トーヨーボールにて撮影されており、ボーカルの大石が喫煙する描写が映されている。オールタイム・ベストアルバムの発売に先駆けて2019年3月19日にヤマハミュージックのYouTubeチャンネルに投稿された。

## 収録曲
1. スペシャルナンバー
作詞・作曲：大石昌良
編曲：Sound Schedule
テレビ東京系『たけしの誰でもピカソ』7～9月度エンディングテーマ
テレビ神奈川『音楽缶』6月度オープニングテーマ
サンテレビ『KOBE CALLING』6月度エンディングテーマ
2. わけあり
作詞・作曲：大石昌良
編曲：Sound Schedule

初回限定盤CDエクストラ映像
1. ピーターパン・シンドローム
2. ことばさがし

## 収録アルバム
- ビオトープ (#1)
- THE COMPLETE SS (#1・#2)
- Sound Schedule ALL TIME BEST (#1・#2)